# Zoë
Zoë Straub, kendt under kunstnernavnet Zoë (født 1. december 1996) er en østrigsk sangerinde. 
Hun repræsenterede Østrig ved Eurovision Song Contest 2016 med sangen Loin d'ici, hvor hun fik en 13. plads.